# Raszid ad-Dausari
Raszid Abd ar-Rahman Sajf ad-Dausari (ar. راشد الدوسري, ur. 24 marca 1980) – bahrajński piłkarz grający na pozycji pomocnika.

## Kariera klubowa
Karierę piłkarską ad-Dausari rozpoczął w klubie Al-Muharraq Sports Club. W 2000 roku zadebiutował w jego barwach w bahrajńskiej Premier League. W 2001 roku osiągnął z Al-Muharraq swój pierwszy sukces w karierze, gdy wywalczył mistrzostwo kraju. Sezon 2001/2002 także rozpoczął w Al-Muharraq, ale niedługo potem odszedł do Al-Szaab SC ze Zjednoczonych Emiratów Arabskich. Z kolei od 2001 do 2003 roku występował w katarskim Al-Ittifaq al-Markhiyah.
Latem 2003 roku ad-Dausari wróćił do Al-Muharraq, z którym został w 2004 roku mistrzem kraju. Po tym sukcesie znów zaczął grać w lidze katarskiej, tym razem w Al-Arabi. W 2005 roku ponownie trafił do Al-Muharraq. Wiosną 2006 był z niego wypożyczony do Al-Khor z Kataru. Z Al-Muharraq od 2005 roku czterokrotnie wywalczył mistrzostwo Bahrajnu (2006, 2007, 2008 i 2009), dwukrotnie Puchar Króla Bahrajnu (2008, 2009), jeden raz Puchar Bahrajnu (2009), czterokrotnie Puchar Korony Księcia Bahrajnu (2006, 2007, 2008, 2009) i jeden raz AFC Cup w 2008 roku.

## Kariera reprezentacyjna
W reprezentacji Bahrajnu ad-Dausari zadebiutował w 2001 roku. W 2004 roku zajął z Bahrajnem 4. miejsce podczas Pucharu Azji 2004. Na tym turnieju wystąpił w 6 meczach: z Chinami (2:2), z Katarem (1:1), z Indonezją (3:1), ćwierćfinale z Uzbekistanem (2:2, k. 4:3), półfinale z Japonią (3:4) i o 3. miejsce z Iranem (2:4). W 2007 roku został powołany przez selekcjonera Milana Máčalę do kadry na Puchar Azji 2007. Tam rozegrał 3 spotkania: z Indonezją (1:2), z Koreą Południową (2:1) i z Arabią Saudyjską (0:4).